# Ammodytoidei
 (juin 2025).
Sous-ordre
Les Ammodytoidei sont un sous-ordre de poissons téléostéens. Il s'agit d'un taxon désormais invalide, synonyme de Trachinoidei (invalide d'après WoRMS), donc de Uranoscopoidei.